# Chaetomitrium frondosum
Chaetomitrium frondosum är en bladmossart som beskrevs av Mitten 1868. Chaetomitrium frondosum ingår i släktet Chaetomitrium och familjen Hookeriaceae. Inga underarter finns listade i Catalogue of Life.